# Tangba, Sichuan
Tangba (kinesiska: 塘坝乡, 塘坝) är en socken i Kina. Den ligger i provinsen Sichuan, i den sydvästra delen av landet, omkring 290 kilometer söder om provinshuvudstaden Chengdu.
Genomsnittlig årsnederbörd är 1 329 millimeter. Den regnigaste månaden är juli, med i genomsnitt 290 mm nederbörd, och den torraste är januari, med 17 mm nederbörd.